# Edgars Masaļskis
Edgars Masaļskis (ur. 31 marca 1980 w Rydze) – łotewski hokeista, reprezentant Łotwy, czterokrotny olimpijczyk. Trener.

## Kariera
- HK Lido Nafta Ryga (1996–1997)
- HK Ryga (1997–1998)
- Metalurgs Lipawa (1998–2002)
- Mörrums GoIS (2002)
- Sibir Nowosybirsk (2002)
- HK Metalurgs Lipawa (2003)
- HK Riga 2000 (2003–2004)
- HC Energie Karlowe Wary (2004)
- HC Dukla Jihlava (2004–2005)
- IHC Pisek (2005)
- Nieftianik Almietjewsk (2005–2006)
- Junost' Mińsk (2006–2007)
- EHC Freiburg (2007)
- Mietałłurg Żłobin (2007–2008)
- Dinamo Ryga (2008–2010)
  -  Füchse Duisburg (2009)
- Jugra Chanty-Mansyjsk (2010–2013)
- HK Poprad (2014)
- Dinamo Ryga (2014)
- HC Ambrì-Piotta (2015)
- Łada Togliatti (2015–2017)

Od czerwca 2010 zawodnik Jugry Chanty-Mansyjsk. Od połowy 2013 pozostawał bez klubu. Od połowy stycznia 2014 zawodnik słowackiego HK Poprad. Od lipca 2014 ponownie w Dinamie Ryga. W drugiej połowie grudnia 2014 został zwolniony z klubu. W styczniu 2015 został zawodnikiem HC Ambrì-Piotta, związany terminowym kontraktem. Od sierpnia 2015 zawodnik Łady Togliatti. Sezon KHL (2016/2017) był jego ostatnim w karierze zawodniczej.
Uczestniczył w turniejach mistrzostw świata w 2002, 2003, 2004, 2005, 2006, 2007, 2008, 2009, 2010, 2011, 2012, 2013, 2014, 2015, 2016 oraz zimowych igrzysk olimpijskich 2002, 2006, 2010, 2014.
Na początku października 2017 został szkoleniowcem bramkarzy w Dinamie Ryga. Na stanowisku pozostawał do 2020. Ponadto trenował bramkarzy kadry Łotwy podczas MŚ edycji 2018, 2019.

## Sukcesy

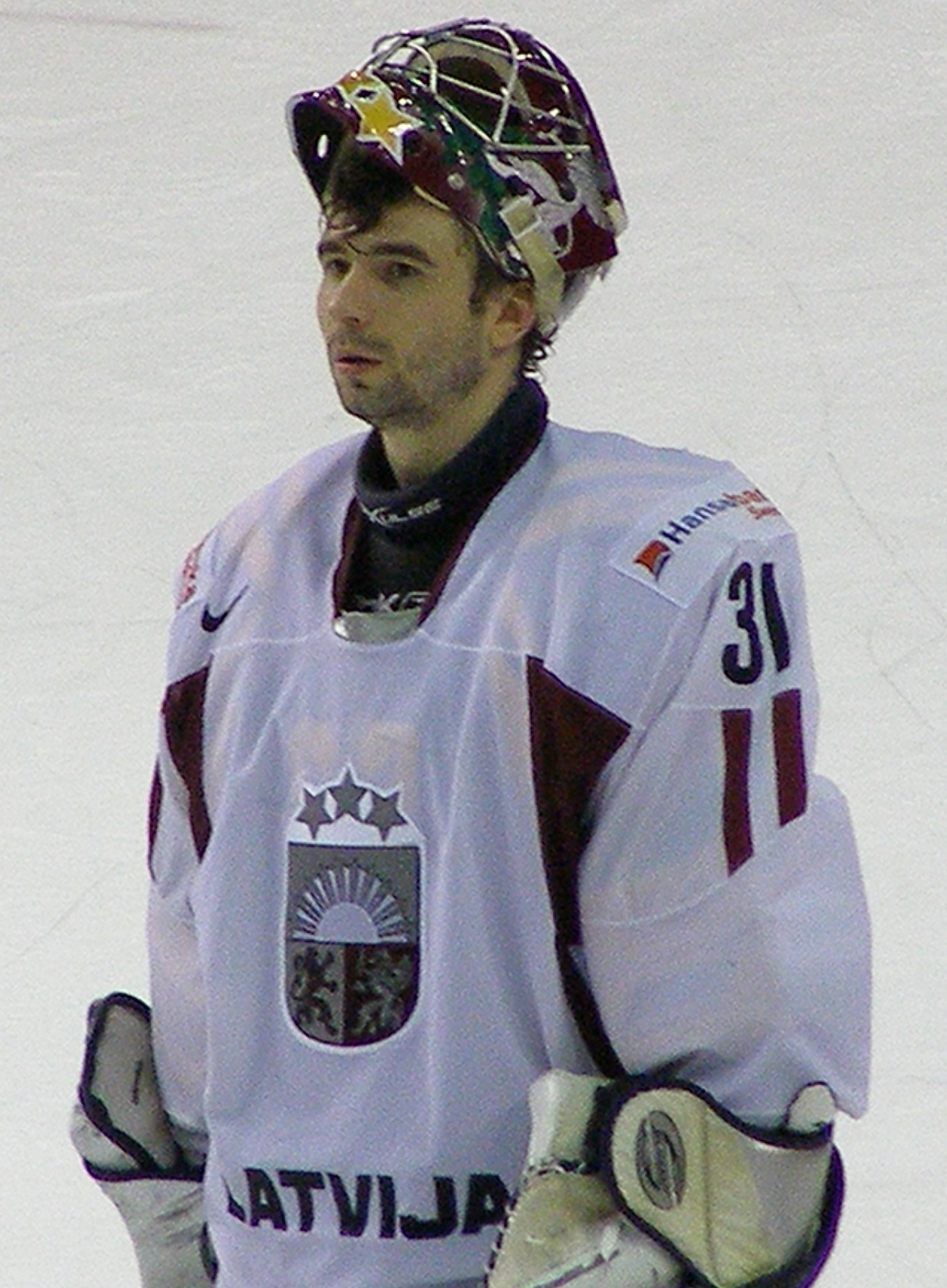
Edgars Masaļskis w barwach reprezentacji Łotwy (2008)

### Klubowe
- Złoty medal mistrzostw Łotwy: 2000, 2002, z HK Metalurgs Lipawa, 2004 z HK Riga 2000
- Puchar Kontynentalny: 2007 z Junostią Mińsk

### Indywidualne
- Najlepszy współczynnik straconych goli w lidze łotewskiej: 2001, 2002, 2004
- Najlepszy bramkarz Wschodnioeuropejskiej Ligi Hokejowej: 2002
- Najlepszy bramkarz ekstraligi łotewskiej: 2001, 2002
- Jeden z trzech najlepszych zawodników reprezentacji Łotwy podczas Mistrzostw Świata: 2008, 2009, 2010, 2011
- KHL (2009/2010):
  - Trzecie miejsce w klasyfikacji skuteczności interwencji w fazie play-off: 93,4%
  - Piąte miejsce w klasyfikacji średniej goli straconych na mecz w fazie play-off: 1,93
  - Czwarte miejsce w klasyfikacji meczów bez straty gola w fazie play-off: 1
- KHL (2011/2012):
  - Pierwsze miejsce w klasyfikacji skuteczności interwencji w fazie play-off: 95,8%
  - Drugie miejsce w klasyfikacji średniej goli straconych na mecz w fazie play-off: 1,36
- Hokej na lodzie na Zimowych Igrzyskach Olimpijskich 2014 – turniej mężczyzn:
  - Piąte miejsce w klasyfikacji skuteczności interwencji w turnieju: 94,59%
- Mistrzostwa Świata w Hokeju na Lodzie 2015/Elita:
  - Trzecie miejsce w klasyfikacji liczby obronionych strzałów w turnieju: 198[10]
  - Jeden z trzech najlepszych zawodników reprezentacji na turnieju[11]